# История Саратовской области

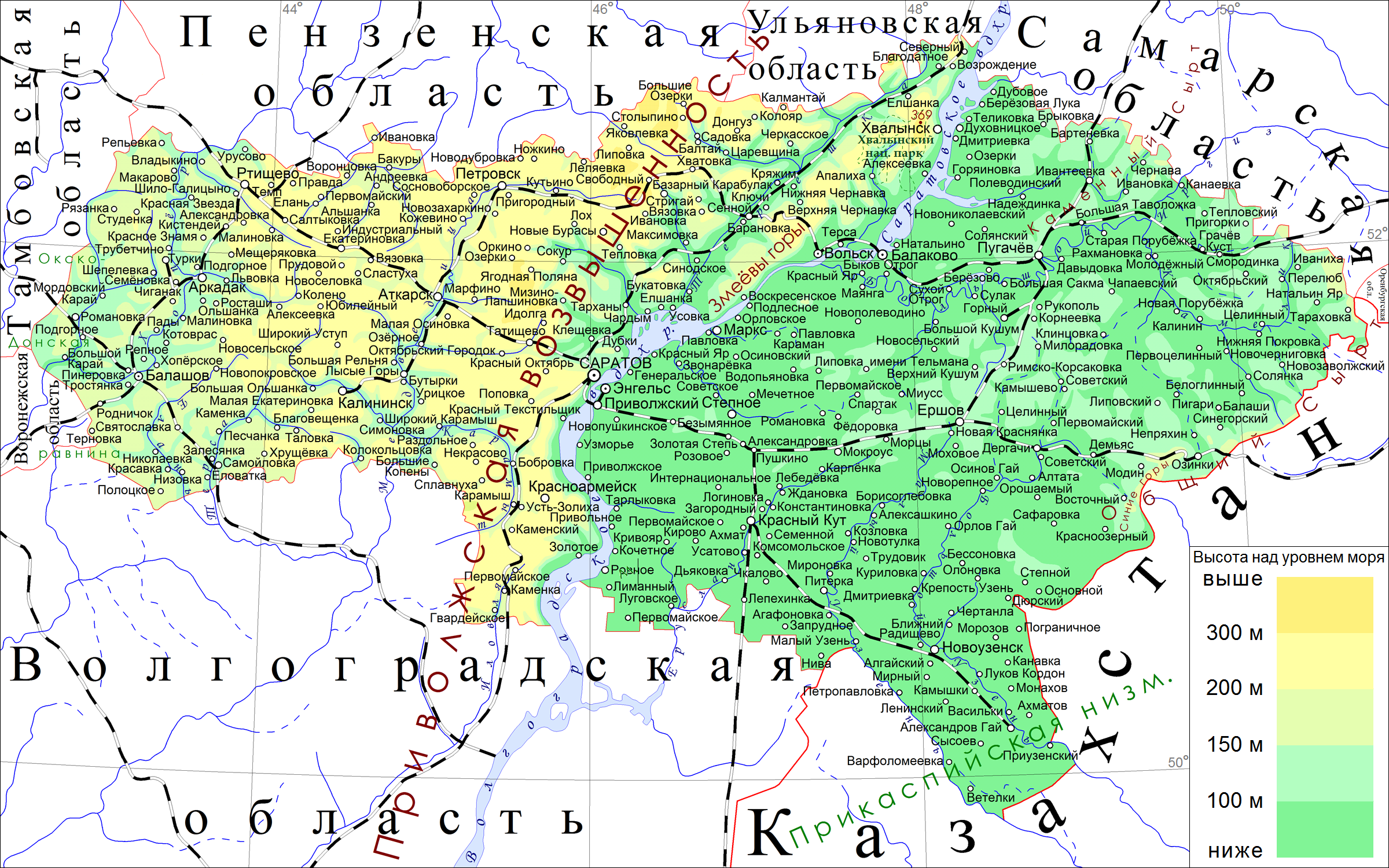
Физическая карта Саратовской области.

История Саратовской области — краткое описание истории Саратовской области (края).
Территория, на которой расположена  современная Саратовская область, по мнению некоторых, имеет древнюю историю. В некоторых источниках называется Саратовский край, Саратовское Поволжье, 

## Доисторический период
К эпохе палеолита на территории Саратовской области относятся стоянки у села Аряш Новобурасского района (Солёный овраг) и у посёлка Непряхин Озинского района (Непряхинская стоянка).
Плечевая кость человека на острове Хорошенском (Хорошенький, Хорошев), найденная в двух метрах от черепной крышки близ села Алексеевка южнее Хвалынска, принадлежит палеоантропу (неандертальцу) позднеашельской или раннемустьерской эпохи. Затылочная кость, обнаруженная на острове Меровский в 1948 году, сходна с архаичным сапиенсом Схул V.
Керамика с Алексеевской стоянки совмещает в себе как степные (древнеямно-среднестоговские), так и лесные (волосовские) черты. Алексеевская керамика с грибовидными и желобчатыми венчиками найдена на стоянках у Старой Яблонки, Ивановки, Черемшан в окрестностях Хвалынска, Мартышкино на Правобережье юга Саратовской области, Алтата в степном Заволжье, Латошинка, Царица 1 в Волгоградском Правобережье, Кошалак, Шонай, Исекей в Северном Прикаспии.
На неолитической стоянке Алгай найден керамический и каменный инвентаря и жилище орловской культуры. Обнаружены самые ранние кости домашней собаки в Волго–Уралье. В поселение Орошаемое найдены слои орловской, прикаспийской и хвалынской культур. В слое с находками прикаспийской культуры впервые в Волго–Уралье найдены кости домашней овцы и козы. Стоянка Озинки I в верховьях реки Большая Чалыкла является первым памятником раннеэнеолитической прикаспийской культуры, обнаруженным в степном Заволжье. На стенках керамические сосудов из обожжённой глины со стоянки Орошаемое прикаспийской культуры конца 6 тысячелетия до н. э. учёные выявили следы жиров, типичных для молочных продуктов. Два мужских черепа из могильника Хлопков Бугор относятся к эпохе энеолита (медного века). Одиночный курган Паницкое 6Б в Красноармейском районе имеет датировку конец IV — нач. III тыс. до н. э. (энеолит). По городу Хвалынск получила название энеолитическая хвалынская культура (V—IV тыс. до н. э.).
В период средней бронзы на приволжской возвышенности функционируют поселения вольско-лбищенской культуры. Находки вольско-лбищенской керамики в закрытых комплексах посткатакомбных погребений дают возможность провести верхнюю границу вольско-лбищенской культуры на рубеже 3-го—2-го тыс. до нашей эры.
В Нижней Красавке (Аткарский район) после исчезновения населения покровской культуры появляются памятники срубной археологической культуры.
В Красноармейском районе в конце 2-го тысячелетия до н. э. существовало поселение городецкой культуры раннего железного века.
Среднесарматская («сусловская») культура была выделена П. Д. Рау в 1927 году. В его периодизации подобные памятники составили ступень A («Stuffe A») и относились к раннесарматскому времени. Он датировал эти памятники (большая часть которых происходила из Сусловского курганного могильника, расположенного в Советском районе на реке Большой Караман у села Суслы) концом II — концом I века до н. э. В периодизации Б. Н. Гракова аналогичные комплексы получили название сарматской или «Сусловской» культуры. И далее, в работах К. Ф. Смирнова, за ними утвердилось современное название «среднесарматская культура».
На Хопре (Инясево, Подгорное), Карае (Рассказань) и Вороне (Шапкино) обнаружены постзарубинецкие (так называемая инясевская культура) поселения, могильники и святилища ранних славян II — IV веков. В Инясеве выявлен грунтовой могильник с сожжениями.

## В составе Золотой Орды и Казанского ханства
В середине XIII века пленные, согнанные монголами из разных завоёванных краёв (стран) Руси (России), построили в районе современного Саратова один из первых и крупнейших городов Золотой Орды — Увек (Марко Поло рассказывает о посещении этого города венецианцами в 1262 году). В 1334 году здесь побывал арабский путешественник Ибн Баттута, который записал, что Увек — город «средней величины, но красивой постройки, с обильными благами и сильной стужей». В конце XIV века город был разрушен Тамерланом.
В следующие 200 лет редкое население восточного Дикого поля было представлено ногайскими, а затем калмыцкими кочевьями, казаками и рыболовецкими артелями русских монастырей. Тем временем после распада Золотой Орды на территории Казанского улуса образовалось Казанское ханство, которое в 1552 году было завоёвано русским царём Иваном IV.

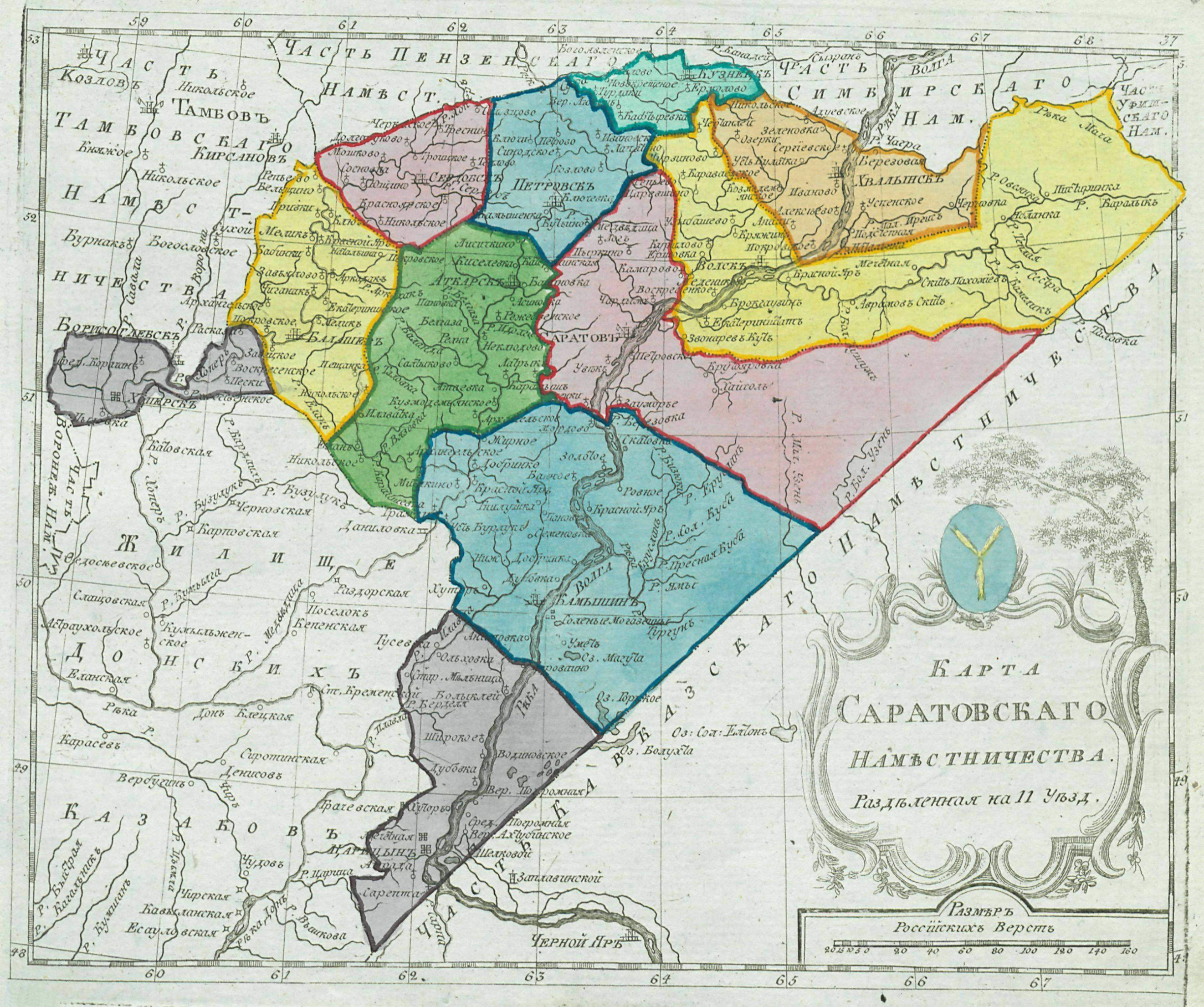
Саратовское наместничество, в 1792 году.

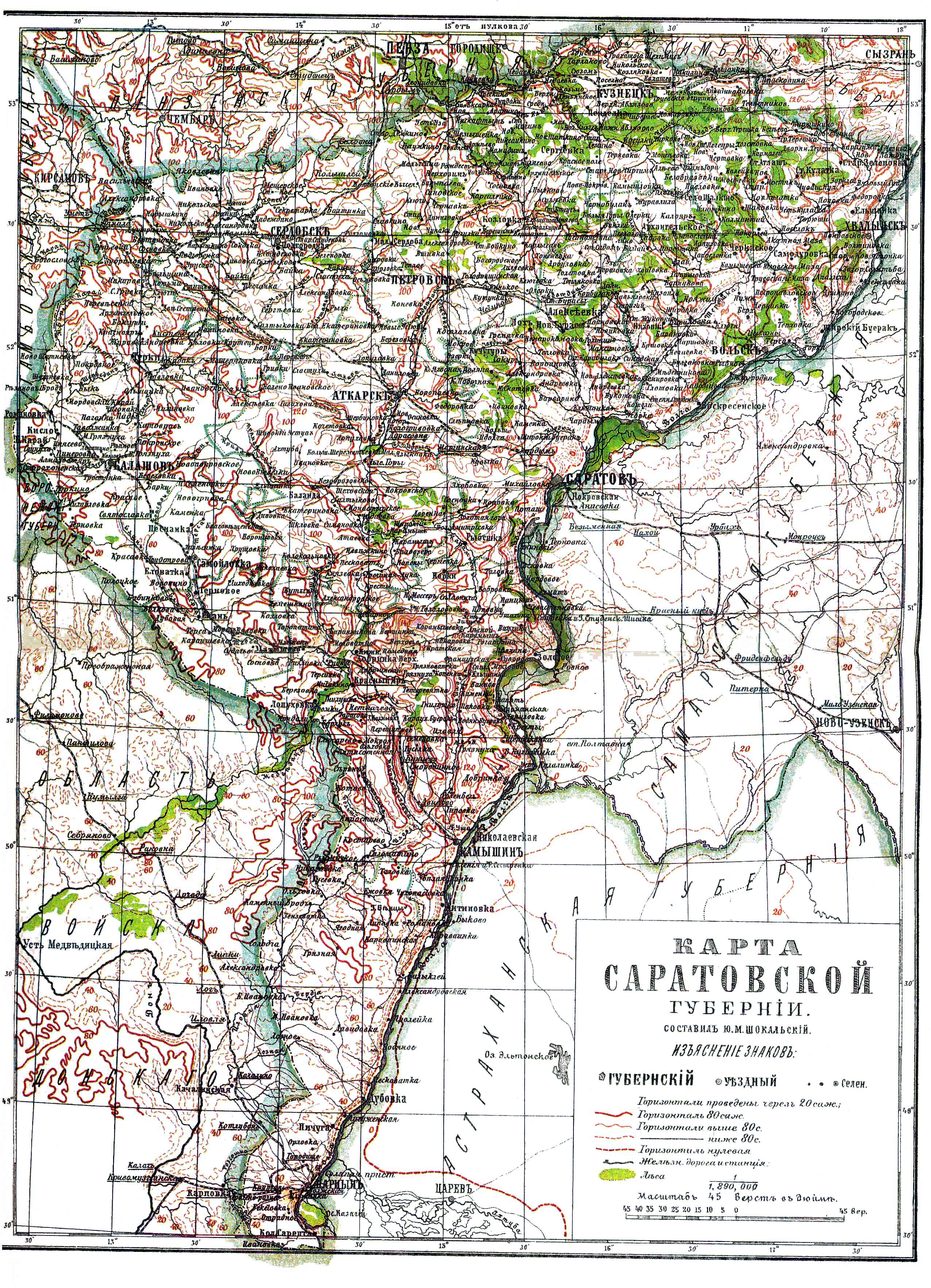
Карта Саратовской губернии.

## В составе Российского царства и Российской империи
После взятия Казани и до территориально-государственной реформы русского государя Петра I, 1708 года, присоединённое Казанское ханство стало так называемым формально независимым Казанским царством в унии с Государством Российским. В 1708 году Казанское царство было преобразовано в Казанскую губернию. В 1717 году из неё была выделена Астраханская губерния.
25 декабря 1769 года создана Саратовская провинция Астраханской губернии. 11 января 1780 года был издан указ императрицы Екатерины II об учреждении Саратовского наместничества из северных уездов Астраханской губернии (Саратовский, Хвалынский, Вольский, Кузнецкий, Сердобский, Аткарский, Петровский, Балашовский и Камышинский), и открыл его И. В. Якоби . Указом императора Павла I от 12 декабря 1796 года Саратовское наместничество было упразднено, а его уезды распределены между Пензенской и Астраханской губерниями.
Указом от 5 марта 1797 года Пензенская губерния была переименована в Саратовскую губернию и губернским городом назначен Саратов. Указом от 11 октября 1797 года из Саратовской губернии были выделены уезды в состав Тамбовской, Нижегородской и Симбирской губернии, из оставшейся части Саратовской губернии указом от 9 сентября 1801 года была выделена Пензенская губерния.
Осенью 1891 года — летом 1892 года территория Саратовской губернии стала частью основной зоны неурожая, вызванного засухой (см. Голод в России (1891—1892)).

## Советский период
В 1918 году часть территории Саратовской губернии была включена в состав новообразованной автономной области немцев Поволжья. В 1928 году губерния была расформирована, а её территория вошла в состав Нижне-Волжской области, вскоре преобразованной в  Нижне-Волжский край.
10 января 1934 года Нижне-Волжский край был разделён на Саратовский и Сталинградский края. По Конституции (Основному Закону) Союза СССР, принятой 5 декабря 1936 года, Саратовский край был преобразован в Саратовскую область с выделением АССР Немцев Поволжья.
Указом Президиума Верховного Совета Союза ССР, от 7 сентября 1941 года, в Саратовскую область были включены территории 15 кантонов бывшей АССР Немцев Поволжья (Бальцерский, Золотовский, Каменский, Терновский, Куккусский, Зельманский, Красноярский, Марксштадтский, Унтервальденский, Фёдоровский, Гнаденфлюрский, Красно-Кутский, Лизандергейский, Мариентальский и Экгеймский).
Указом Президиума Верховного Совета СССР от 6 января 1954 года из состава Саратовской области в состав новообразованной Балашовской области были включены города Балашов и Ртищево, Аркадакский, Балашовский, Казачкинский, Кистендейский, Красавский, Макаровский, Ново-Покровский, Родничковский, Романовский, Ртищевский, Салтыковский, Самойловский и Турковский районы.
После упразднения Балашовской области Указом Президиума Верховного Совета РСФСР от 19 ноября 1957 года эти города и районы были возвращены в состав Саратовской области.